# 애상군
애상군 왕방(哀殤君 王昉, 생몰년 미상)은 고려의 왕자이다. 정종과 용의왕후의 아들이다.

## 생애
언제 태어났는지는 분명하지 않으며, 고려의 제10대 왕 정종의 차남이다. 어머니는 용의왕후로, 성은 왕, 이름은 방(昉), 본관은 개성이다. 덕종의 조카이며, 문종은 이복 숙부인 동시에 5촌 당숙이 되기도 한다.
낙랑후의 모후 용의왕후는 단주 한씨 한조의 딸로, 정종의 제1비 용신왕후와 친자매간이다. 1038년(정종 4년) 음력 4월 여비에 책봉되었고, 1040년(정종 6년) 음력 2월 왕후에 책봉되었다.
애상군에 대해서는 《고려사》에 이렇다 할 기록이 남아있지 않다. 따라서 그의 생몰년이나 매장지에 대해서도 알 수가 없다.
한편 애상군 등에 대해 문종 대 이후 이렇다 할 기록이 나타나지 않은 데 대해서는 문종 세력에 의해 이들이 제거되었을 것이라고 추정하는 견해가 있다. 이는 정종이 무리해서 자신의 아들들에게 왕위를 넘기지 않는 대신 그 목숨을 보장받으려 했으나, 훗날 별다른 책봉 기록이 없고, 나이도 어느 정도 장성하여 왕위에 위협적인 존재였을 애상군 등을 문종 세력이 제거했을 수 있다는 것이다.

## 가족 관계
- 조부 : 제8대 현종(顯宗, 992~1031, 재위:1009~1031)
- 조모 : 현종 제3비 원성왕후(元成王后, ?~1028)
  - 백부 : 제9대 덕종(德宗, 1016~1034, 재위:1031~1034)
  - 아버지 : 제10대 정종(靖宗, 1018~1046, 재위:1034~1046)
- 외조부 : 한조(韓祚, 생몰년 미상)
  - 어머니 : 정종 제2비 용의왕후(容懿王后, 생몰년 미상)
    - 동생 : 낙랑후 경(樂浪侯 璥, 생몰년 미상)
    - 동생 : 개성후 개(開城侯 暟, ?~1062)